# Церква святої Параскеви П'ятниці (Костільники)
Церква святої Параскеви П'ятниці в Костільниках — парафія і храм греко-католицької громади Золотопотіцького деканату Бучацької єпархії Української греко-католицької церкви в селі Костільники Чортківського району Тернопільської области.

## Історія церкви
Кам'яний храм збудували в 1906 році.
Під час Другої світової війни церква зазнала значних пошкоджень. У 1960 році її перетворили на зерносховище, що призвело до руйнування іконостаса, престолів та іншого церковного начиння. Пізніше приміщення віддали під шкільний спортзал.
У 1989 році храм повернули громаді, яка тоді належала до РПЦ. Однак у 1991 році парафія, під проводом отця Василя Бігуна, перейшла в лоно УГКЦ. Того ж року повністю перекрили дах і встановили купол. 7 липня 1991 року єпископ Павло Василик провів урочисту архиєрейську Службу Божу. До 2010 року парафія була дочірньою до парафії смт Золотий Потік.
У 1998 році в церкві встановили новий іконостас, бічні престоли, проповідницю та зробили розпис.
У 2004 році меценат Михайло Оборончак збудував дзвіницю на чотири дзвони та металеву огорожу.
У 2006 році на парафії відбулася місія отців-францисканців. На її завершення владика Іриней Білик провів Святу Літургію та освятив престол.
Під керівництвом о. Василя Бігуна у 2010 році парафія знову здобула самостійність.
У 2012 році був проведений капітальний ремонт зовнішньої частини храму.
На території церкви встановлені два хрести: один на честь тисячоліття хрещення Руси-України (1988) та інший на честь завершення місії (2006). Також є фігура Божої Матері.
На парафії діють спільноти: братство Матері Божої Неустанної Помочі, Марійська і Вівтарна дружини, а також спільнота «Матері в молитві».

## Парохи
- о. Дмитрій Зелінський (до 1762),
- о. Петрик,
- о. Литвинович (1924—1938),
- о. Йосиф Саавраш (1938—1944),
- о. Василь Бігун (з 25 травня 1991[1]).